# Комиссар полиции обвиняет
«Комиссар полиции обвиняет» (рум. Un comisar acuză) — фильм из цикла приключений комиссара Миклована. Фильм заканчивается весьма неожиданной развязкой.

## Завязка сюжета
Идёт ноябрь 1940 года. Рвущиеся к власти в Румынии легионеры Железной Гвардии пытаются физически устранить всех своих политических конкурентов, в первую очередь — коммунистов. В тюрьме Верага организуется массовый расстрел заключённых-коммунистов, в котором принимают участие девять легионеров. В ходе бойни один из надзирателей — племянник осуждённого лидера коммунистов Пырву — понимает, что его дяде и его сокамерникам грозит смертельная опасность, и отпускает тех на свой страх и риск, сам при этом отстреливается от подоспевших легионеров и гибнет под их пулями. Об убийствах в Вераге становится известно общественности, что грозит массовыми беспорядками.
В ходе событий загадочным образом исчезает комиссар полиции Бухареста, девять «маузеров» из оружейной комнаты префектуры и трупы убитых коммунистов. Дабы отвести от себя подозрение, легионеровская верхушка решает свалить свои грехи на самих коммунистов, якобы те, убив нескольких заключённых и одного охранника тюрьмы, сами сбежали и творят произвол на свободе. Через коррумпированного префекта Бухареста, Вишана Наводяну, следствие по делу поручается нейтральному в политике следователю по уголовным делам — Тудору Микловану.
Тем временем дорвавшееся до власти боевое крыло партии легионеров — вчерашние уголовники, вооружённые оружием и полномочиями, и фактически выполняющее функции секретной полиции, почувствовав власть и безнаказанность, начинают настоящий произвол и прямо средь бела дня, безо всяких ордеров похищают и везут на окружную трассу, а затем расстреливают политиков и общественных деятелей, посмевших что-либо возразить или мешающих партии. Миклована, однако, не трогают, так как он нужен партии легионеров, чтобы «правильно» расследовать расстрел в Вераге (для верности они приставляют к нему своего информатора Тэнэсеску). Но опытный следователь быстро понимает, что ему подсунули заведомо политическое дело, и расследует его не по партийному указанию, а по профессиональной совести (вычислив настоящих убийц), чем бросает вызов легионерам. Поначалу те пытаются подкупить Миклована крупной суммой денег, затем пытаются снять его с расследования под предлогом бездеятельности, но когда пухлый рапорт о расследовании обстоятельств дела попадает на стол заместителю государственного секретаря Викшаряну — заместителю правившего тогда маршала Антонеску, который был не в самых лучших отношениях с железногвардейцами, — тот снимает с должности префекта Наводяну, назначая Миклована главным и единственным руководителем следствия по делу. Тем не менее, в ходе последовавших политических интриг легионерам удаётся сделать Микловану медвежью услугу — его повышают. Правительство назначает Миклована квестором в палату депутатов и руководство юридической бригадой, что означает автоматическое отстранение его от следствия по делу в Вераге. Начинается открытая охота остервеневших от крови и безнаказанности легионеров за принципиальным следователем (который, в свою очередь, не остаётся в долгу перед ними), которые убивают сначала мать Миклована, а потом и его самого.

## В ролях
| Актёр                    | Советский дубляж    | Персонаж |
| ------------------------ | ------------------- | --- |
| Серджиу Николаеску       | Александр Белявский | Тудор Миклован, комиссар полиции Бухареста                                                                                       |
| Георге Диникэ            | Вадим Спиридонов    | Парайпан, предводитель боевого крыла партии легионеров                                                                           |
| Йон Бесою                | Владимир Ивашов     | Вишан Наводяну, префект Бухареста                                                                                                |
| Марин Морару             |                     | Гицэ Петреску, комиссар полиции                                                                                                  |
| Эммерих Шеффер           |                     | Станислау Наумеску, доктор философии, профессор в университете Бухареста, идеолог партии легионеров                              |
| Амза Пелля               |                     | Пырву, предводитель заключённых — румынских коммунистов                                                                          |
| Жан Константин           | Юрий Саранцев       | Лимба, вор-карманник |
| Мирча Паску              |                     | Тенесеску, легионер, приставленный помощником к Микловану, чтобы докладывать руководству партии легионеров о действиях детектива |
| Штефан Михаилеску-Браиля |                     | Неа Костаче, заведующий типографией                                                                                              |

## Рецензии
Комиссар Миклован — легендарная фигура советского проката 70-х годов. Именно этому герою в 1940 году было поручено следствие по делу о нападении на бухарестскую тюрьму. Налет превратился в бойню, но кто её организовал — легионеры или коммунисты? Кругом предатели, комиссар Миклован, как всегда, действует в одиночку. Он находит виновников, однако жизнь готовит ему немало неожиданностей…